# 18. п. н. е.
18. п. н. е. била је или обична година која почиње у петак, суботу или недјељу или преступна година која почиње у суботу јулијанског календара и уобичајена године са почетком у четвртак по пролептичком јулијанском календару. У то вријеме је била позната као година конзулства Лентула и Лентула (или, ређе, 736. година Ab urbe condita). Деноминација 18. п. н. е. за ову годину се користи од раног средњег вијека, када је календарска ера Anno Domini постала преовлађујући метод у Европи за именовање година.

## Догађаји
- Октавијан Август настојећи да сузбије неморал и корупцију у римском друштву, доноси Lex Julia (Јулијевске законе):
  - : Уведи казне за поткупљивање приликом избора и именовања за јавне дужности.
  - : Ограничава склапања бракова између припадника разних друштвених класа.

## Рођења
- Арминије, поглавица германских Херусаца (у. 21. н. е.)

## Смрти
- Корнелија Сципиона, ћерка Скрибонијина и друга супруга Августова